# Fasciíte
Fasciíte é um termo médico para a inflamação das fáscia, um tecido fibrose que recobre músculos e ossos.

## Tipos
- Fasciíte plantar
- Fasciíte necrosante
- Fasciíte eosinofílica
- Fasciíte nodular